# Sammenligning mellem Mormons Bog og King James Bibel
 Der er for få eller ingen kildehenvisninger i denne artikel, hvilket er et problem. Du kan hjælpe ved at angive troværdige kilder til de påstande, som fremføres i artiklen.

Mormons Bog indeholder mange lingvistiske ligheder med King James Bibel. I nogle tilfælde er hele passager af skriftsteder kopieret ind i Mormons Bog.
Nogle gange er kilden nævnt som fx i Anden Nefi, hvor 18 kapitler fra Esajas' Bog er citeret. Der er 478 vers i Mormons Bog, som er citeret på den ene eller anden måde fra Esajas' Bog, af disse vers bemærker en lærd mormon, at 201 af dem er identiske med King James Bibel, mens 207 kun delvist er citeret. Dertil er 58 citater fra Esajas i Mormons Bog omskrevne versioner af dem fundet i King James Bibel.
Andre bemærkelsesværdige forbindelser mellem de to bøger omfatter ord og sætninger som kun forekommer i King James Version (KJV) af bibelen, hvilket inkluderer nogle bibelpassager, som nogle lærde ser som fejloversatte i KJV og den mulige tilstedeværelse af engelske homofoner.
Dette resulterer i, at mange anser Mormons Bog, som værende et plagiat af bl.a. KJV (King James Version). I det følgende bruges citater fra den engelske udgave af Mormons Bog, da det ville være svært at se ligheden mellem citaterne fra KJV sammenlignet med den danske udgave. Bøgerne i Mormons Bog er dog angivet med deres danske navne, som de har set ud siden 2005.

## Bibelske passager i Mormons Bog
Tilstedeværelsen af bibelske passager i Mormons Bog forklares i teksten, som værende resultatet af, at Lehis (en af personerne i Mormons Bog) familie, da de rejste fra Jerusalem, medbragte et eksemplar af skrifter af Moses, Esajas og mange andre profeter, som ikke er nævnt i biblen. Angående disse skrifter står der i 1 Nefi 5:11
 Og han så, at de indeholdt de fem Mosebøger, som gav en beretning om verdens skabelse og også om Adam og Eva, der var vore første forældre.
Lærde mormoner har sammenlignet de bibelske passager i Mormons bog med dele af bibelen, hovedsageligt med fokus på disse 4 dele:
1. De første 5 Mosebøger
2. Dele af Esajas' Bog
3. Bjergprædikenen
4. Paulus' Første Brev til Korintherne 12–13.

### De første 5 Mosebøger
Kritikere af Mormons Bogs historiske korrekthed peger på tilstedeværelsen af passager fra de 5 første Mosebøger i Mormons Bog.
Det generelle syn på den tekstuelle historie i Toraen af samtidige sekulære bibelforskere, daterer fuldendelsen af de 5 første Mosebøger til ikke tidligere end til den persiske periode (538-323 f.v.t.).
Kritikere bruger dette som et argument for at inklusionen af disse passager i Mormons Bog indikerer, at de 5 Mosebøger fandtes i 600 f.v.t.
Dog mener det mosaiske trossamfund, at de 5 Mosebøger er skrevet af profeten Moses, som i følge Toraen modtog dem på Sinaibjerget omkring 1280 f.v.t. i løbet af udvandringen(engelsk:Exodus). Derfor er modargumentet fra tilhængerne af Mormons Bog, at disse passager kom fra eksemplarer af den oprindelige tekst, og ikke fra teksten til de 5 Mosebøger, som blev kanoniseret ved den Store Forsamling (hebraisk: כְּנֶסֶת הַגְּדוֹלָה).

### Esajas i Mormons Bog
Mormons Bog indeholder 19 hele kapitler af Esajas, sammen med dele af en del andre kapitler. Mormons Bog indeholder, Esajas kapitel 2-14, 48-51, 53 og 54. Det meste af Esajas 52 er også i Mormons Bog. Ca. 30 % af Esajas findes i Mormons Bog.
Forskeren, John A. Tvedtnes, fra Fonden for antikke mormonstudier, udførte sammenligninger af de forskellige varianter af Esajas fundet i Mormons Bog med følgende versioner af Esajas' Bog: den hebraiske masoretiske bibeltekst, Dødehavsrullerne fundet ved Qumran, Targum, Peshitta, Septuaginta, den oldlatinske og Vulgata, og Esajas passagerne som er citeret i Det Nye Testamente. Han argumenterer for at nogle af disse sammenligninger støtter, at Mormons Bogs passager er blevet taget fra en antik tekst.
Et modbevis mod Tvedtnes' konklusioner blev givet af David P. Wright. I en analyse af hvert eksempel som Tvedtnes gav, argumenterer Wright for at støtten, som Tvedtnes gav, var "problematisk som bevis" og at Tvedtnes' analyse og beviser i nogle tilfælde var "meget tvetydige, ufuldstændige, anspændte, eller simpelthen forkerte" Wright havde været professor i hebraisk ved Brigham Young University(Mormonuniversitetet), men var blevet fyret og efterfølgende ekskommunikeret af Mormonkirken for at støtte akademiske holdninger, som modsagde mormonlæren.[kilde mangler]

### Bjergprædikenen
Mormons Bog indeholder en version af Bjergprædikenen, som nogle forfattere anser for at være "Mormons Bogs Akilleshæl".

En forfatter pointerer, at bestemte dele af de græske manuskripter af Mattæus 5-7 ikke stemmer overens med KJVs tekst, og konkluderer, at Mormons Bogs version af prædikenen ikke burde indeholde tekst, der minder om KJVs.
Lærde mormoner bemærker dog, at selvom Mormons Bog og KJV er meget ens, er de ikke identiske. De lærde mormoner bemærker ligeledes, at mindst 7 (ud af ca. 25.000 – se
Majority text, Textus receptus, Codex Sinaiticus, Codex Alexandrinus, Codex Vaticanus, Codex Bezae Cantabrigiensis, Alexandrian text-type, Byzantine text-type, Western text-type og Caesarean text-type – af hvilke de fleste er mindre, som skelner grundlaget for KJV og dens version af Bjergprædikenen – fra en fejloversættelse af Erasmus af Rotterdams Textus Receptus fra det 15. århundrede – fra ældre og mere korrekte manuskripter) af "de omtalte antikke tekst varianter ikke er særlig forskellige mht. deres betydning.”

## Tekstuelle ligheder
Det bemærkes, at Mormons Bog indeholder ligheder ord for ord med dele af KJV-bibelen, som ikke fandtes, da Mormons Bog skulle have foregået (både post-eksile dele af det Gamle Testamente såvel som dele af det Nye Testamente). Fx, i King James Version 1. Korinterne 13:4-7 siger Paulus:

Charity suffereth long, and is kind; charity envieth not; charity vaunteth not itself, is not puffed up, Doth not behave itself unseemly, seeketh not her own,
 is not easily provoked, thinketh no evil; Rejoiceth not in iniquity, but rejoiceth in the truth; Beareth all things, believeth all things, hopeth all things, endureth all things.

I Mormons Bog, Moroni 7:45 siger Mormon:

And charity suffereth long, and is kind, and envieth not, and is not puffed up, seeketh not her own, is not easily provoked, thinketh no evil, and rejoiceth not in iniquity but rejoiceth in the truth, beareth all things, believeth all things, hopeth all things, endureth all things.
Her ses flere lignende vers (MB = Mormons Bog (1830), KJV = King James Version):
- MB 1. Nefi 14:11: And it came to pass that I looked and beheld the whore of all the earth, and she sat upon many waters; and she had dominion over all the earth, among all nations, kindreds, tongues, and people.
- KJV Johannes' Åbenbaring 17:1: And there came ... I will shew unto thee the judgment of the great whore that sitteth upon many waters Vers 17:15: The waters which thou sawest, where the whore sitteth, are peoples, and multitudes, and nations, and tongues

- MB 2. Nefi 23:22: And the wild beasts of the islands shall cry in their desolate houses, and dragons in their pleasant palaces: and her time is near to come, and her day shall not be prolonged ...
- KJV Esajas 13:22: And the wild beasts of the islands shall cry in their desolate houses, and dragons in their pleasant palaces: and her time is near to come, and her days shall not be prolonged.

- MB 2. Nefi 26:6: and they shall be visited with thunderings, and lightnings, and earthquakes, and all manner of destruction, for the fire of the anger of the Lord shall be kindled against them, and they shall be as stubble, and the day that cometh shall consume them, saith the Lord of Hosts.
- KJV Malakias 4:1: For, behold, the day cometh, that shall burn as an oven; and all the proud, yea, and all that do wickedly, shall be stubble: and the day that cometh shall burn them up, saith the Lord of hosts, that it shall leave them neither root nor branch.

- MB Mosija 16:11: If they be good, to the resurrection of endless life and happiness, and if they be evil, to the resurrection of endless damnation; being delivered up to the devil, who hath subjected them which is damnation;
- KJV Johannesevangeliet 5:29: And shall come forth; they that have done good, unto the resurrection of life; and they that have done evil, unto the resurrection of damnation.

- MB Alma 5:52: And again I say unto you, the spirit saith, Behold, the axe is laid at the root of the tree; therefore every tree that bringeth not forth good fruit, shall be hewn down and cast into the fire; yea, a fire which cannot be consumed; even an unquenchable fire. Behold, and remember, the holy one hath spoken it.
- KJV Matthæusevangeliet 3:10: And now also the axe is laid unto the root of the trees: therefore every tree which bringeth not forth good fruit is hewn down, and cast into the fire.

- MB Alma 7:9: ... the spirit hath said this much unto me, saying: Cry unto this people, saying, Repent ye, and prepare the way of the Lord, and walk in his paths, which are straight: for behold, the Kingdom of Heaven is at hand, and the Son of God cometh upon the face of the earth.
- KJV Matthæus 3:2-3: And saying, Repent ye: for the kingdom of heaven is at hand. For this is he that was spoken of by the prophet Esaias, saying, The voice of one crying in the wilderness, Prepare ye the way of the Lord, make his paths straight.

- MB Alma 12:27: ... but it was appointed unto man that they must die; and after death, they must come to judgment; ...
- KJV Hebræerne 9:27: And as it is appointed unto men once to die, but after this the judgment:

- MB Alma 18:13: and one of the king's servants said unto him, Rabbanah, which is, being interpreted, powerful, or great king, considering their kings to be powerful; and thus he said unto him, Rabbanah, the king desireth thee to stay;
- KJV Johannesevangeliet 20:16: Jesus saith unto her, Mary. She turned herself, and saith unto him, Rabboni; which is to say, Master.

- MB Alma 19:10: And Ammon said unto her, Blessed art thou, because of thy exceeding faith; I say unto thee, woman, there has not been such great faith among all the people of the Nephites.
- KJV Lukasevangeliet 7:9: When Jesus heard these things, he marvelled at him, and turned him about, and said unto the people that followed him, I say unto you, I have not found so great faith, no, not in Israel.

- MB Helaman 8:14: Yea, did he not bear record, that the Son of God should come? --And as he lifted up the brazen serpent in the wilderness, even so shall he be lifted up which should come.
- KJV Johannesevangeliet 3:14: And as Moses lifted up the serpent in the wilderness, even so must the Son of man be lifted up:

- MB 3. Nefi 20:16: then shall ye which are a remnant of the house of Jacob, go forth among them; and ye shall be in the midst of them, which shall be many; and ye shall be among them, as a lion among the beasts of the forest, and as a young lion among the flocks of sheep, who, if he goeth through, both treadeth down and teareth in pieces, and none can deliver.
- KJV Mikas Bog 5:7-8: And the remnant of Jacob shall be in the midst of many people as a dew from the Lord, as the showers upon the grass, that tarrieth not for man, nor waiteth for the sons of men. And the remnant of Jacob shall be among the Gentiles in the midst of many people as a lion among the beasts of the forest, as a young lion among the flocks of sheep: who, if he go through, both treadeth down, and teareth in pieces, and none can deliver.

- MB 3. Nefi 26:18: And many of them saw and heard unspeakable things, which are not lawful to be written;
- KJV 2. Korintherne 12:4: How that he was caught up into paradise, and heard unspeakable words, which it is not lawful for a man to utter.

## Unikke ord og sætninger
Der er mange ord og sætninger som, findes i Mormons Bog, som ellers kun findes i KJVs kontekst, hvilket peger på, at ordene ikke var en del af forfatterens daglige ordforråd, men kun blev benyttet i lån fra den autoriserede version af KJV. Fx ordene, "fervent" og "elements" hvert ord optræder to gange, begge gange sammen i den samme sætning, og i den samme kontekst som KJV: Andet Petersbrev 3:10; Mormons Bog: 3. Nefi 26:3, Mormons Bog: Mormon 9:2. Også ordet "talent" benyttes kun en gang, i samme kontekst som KJV: Mattæus 25:28; KJV: Ether 12:35.

## Bevarelsen af bibelske fejloversættelser
Det er et dilemma, at KJV indeholder nogle fejloversættelser, som også findes i Mormons Bog, hvilket indebærer, at Mormons Bog brugte KJV som kilde. Af eksempler kan nævnes Mormon Bog 2. Nefi 19:1, Mormons Bog: 2. Nefi 21:3, og Mormons Bog: 2. Nefi 16:2.
Mormons Bog refererer også til drager og satyrer i 2. Nefi 23:21-22, hvilket stemmer overens med KJV, mens moderne bibeloversættelser ikke inkluderer disse mytologiske dyr.
Mormons Bog citerer også Esajas 7, især: "a virgin[jomfru] shall conceive, and bear a son, and shall call his name Immanuel" (2. Nefi 17:14).
Nogle bibeleksperter mener, at dette er en fejloversættelse af den hebraiske bibel til KJV, siden det hebraiske ord for "jomfru" er "bethulah", mens Esajas bruger ordet "almah", som betyder "ung kvinde". På den anden side bruger den græske Septuaginta ordet "parthenos," som næsten altid bliver oversat som jomfru, som også bruges i KJV: Mattæus 1:22–23.
Se Uenighed mht. Esajas 7:14. Citatet af KJV: Esajas 2:16 af Mormons bog: 2. Nefi 12:16, "And upon all the ships of the sea, and upon all the ships of Tarshish, and upon all pleasant pictures" bruges undertiden som bevis på, at Mormons Bog blev oversat fra en antik kilde. KJV indeholder kun halvdelen af verset, mens Septuaginta indeholder den anden del. Nogle specialister i Mormons Bog konkluderer, at Mormons Bog brugte en antik tekst, som indeholdt hele verset som kilde, mens både Septuaginta og KJV mangler hver deres del af verset. På den anden side foreslår nutidige videnskabsfolk, at Esajas 2:16 er en del af en poetisk del og er en rimende kuplet (strofe på to vers).
Mormons Bog indeholder tre sætninger i denne del, mens reglen foreskriver, at der kun skal være to, dog diskuteres det stadig, hvilke af de 2, der er de rigtige.

## Brug af engelske homofoner
Nogle eksempler på homofoner fundet i den engelske Mormons Bog er ordene strait og straight, og ordene sun og son.
En del passager i Mormons Bog ser ud til at bruge sætninger fra KJV af bibelen,
men bestemte ord blev ændret til engelske homofoner. Fx, i Mormons bog: 3. Nefi 25:2 står der, "But unto you that fear my name, shall the Son of Righteousness arise with healing in his wings; and ye shall go forth and grow up as calves in the stall. " Dette er identisk med KJV: Malakias 4:2, undtagen ordet Son som bruges i stedet for ordet Sun. De to ord er homofoner på engelsk, men er ikke lignende på hebraisk og ægyptisk. I 1959, påpegede den lærde mormon Sidney B. Sperry, at der var sket en 'hørefejl' i løbet af transskriptionen af 3. Nefi 25:2, hvilket betød, at skribenten skrev et homofon af det ord, han hørte.
Sperry bemærkede, at det hebraiske ord brugt i Malakias 4:2 var shemesh, som betyder sun(sol), snarrere end ben som er ordet for son(søn),
og at "Sun of Righteousness" i stedet skulle have været det, der skulle have stået i Mormons Bog. Sperry pointerer dog også, at betydningen ikke ændres, siden "flest konservative lærde gennem tiden har været enige om at 'Sun of Righteousness' refererer til Frelseren."
Mormonkirken har bevaret denne stavemåde, selvom den har rettet mange andre stavninger siden første udgave af Mormons Bog.

## Arkaisk ordforråd
Royal Skousen, som er lingvistik professor ved Brigham Young University,
har foreslået, at Mormons Bog bruger et arkaisk ordforråd, som afspejler ordforrådet i det 16. and 17. århundrede snarere end det 19. århundredes ordforråd, som man ville regne med, hvis Joseph Smith havde opfundet Mormons Bog. Hvis dette passer vil det medføre at Gud, havde afsløret Mormons Bogs tekst til Joseph Smith i et sprog som groft sagt svarede til sproget i den mest populære bibeloversættelse i Smiths tid, King James Version. Skousen giver flere eksempler, så som ordet require skulle betyde 'to request' i Enos 1:18.
(sammenlign med KJV Ezra 8:22) og brugen af 'to cast arrows' skulle betyde 'to shoot arrows' i Alma 49:4 (sammenlign med KJV Ordsprogenes Bog 26:18).
I Skousens antagelse skal det kritisk bemærkes: At man ville regne med et mere moderne ordforråd som stemte overens med det 19. århundredes engelske ordforråd, hvis Joseph Smith havde forfattet bogen. Mormons Bog ser i følge Skousen også ud til at bruge arkaiske sætninger, som ikke findes i KJV, men som blev brugt omkring dengang KJV blev udgivet første gang i 1611. Fx i 1830 udgaven af
Mormons Bog, var den oprindelige tekst til det, der nu er Alma 37:37:

[C]ounsel the Lord in all thy doings, and he will direct thee for good;

Ordet 'counsel' blev brugt i betydningen 'counsel with.' Når man læser nutidigt engelsk ville den oprindelige tekst få det til at lyde som om "Herren" var den, der skulle vejledes. Da 1920 udgaven af Mormons Bog blev forberedt, blev præpositionen with tilføjet til denne passage “så læseren ikke ville fejltolke sproget.” Nu står der i Alma 37:37:

Counsel with the Lord in all thy doings, and he will direct thee for good;

Betydningen af ordet 'counsel' blev forældet ca. 250 år før Joseph Smiths fødsel. Et andet eksempel er but if i den oprindelige tekst
til Mosijas Bog 3:19: "but if he yieldeth" sammenlignet med nuværende tekst; "unless he yieldeth." Brugen af but if i betydningen unless ophørte omkring begyndelsen af det 17. århundrede, 200 år forud for Joseph Smith

## Identiske hele vers i Mormons Bog og KJV
Her nævnes hovedparten af de vers og kapitler, som er helt identiske i Mormons Bog (1830) og King James Version af Bibelen (1611).
- MB 1. Nefi 20:1-21 og KJV Esajas 48:1-21
- MB 1. Nefi 21:2-26 og KJV Esajas 49:2-26
- MB 2. Nefi 6:6-7 og KJV Esajas 49:22-23
- MB 2. Nefi 6:16-18 og KJV Esajas 49:24-26
- MB 2. Nefi 7:2-11 og KJV Esajas 50:2-11
- MB 2. Nefi 8:1-25 og KJV Esajas 51:1-25
- MB 2. Nefi 12-23:21 og KJV Esajas 2-13:21
- MB 2. Nefi 24 og KJV Esajas 14
- MB 2. Nefi 26:4 og KJV Malakias 4:1
- MB Jakob 5:4 og KJV Esajas 5:4
- MB Mosija 12:21-24 og KJV Esajas 52:7-10
- MB Mosija 12:34-36 og KJV 2. Mosebog 20:2-4
- MB Mosija 13:13-24 og KJV 2. Mosebog 20:5-17
- MB Mosija 14 og KJV Esajas 53
- MB Mosija 15:29-31 og KJV Esajas 52:8-10
- MB Alma 40:25 og KJV Matthæus 13:43
- MB 3. Nefi 12:47 og KJV 2. Korintherne 5:17
- MB 3. Nefi 13-14:27 og Matthæus 6-7:27
- MB 3. Nefi 16:18-20 og KJV Esajas 52:8-10
- MB 3. Nefi 20:17 og KJV Mikas Bog 5:9
- MB 3. Nefi 20:23-26 og KJV Apostlenes Gerninger 3:22-26
- MB 3. Nefi 22 og KJV Esajas 54
- MB 3. Nefi 24-25 og KJV Malakias 3-4
- MB Mormon 9:23-24 og KJV Markusevangeliet 16:16-18
- MB Moroni 10:8-17 og KJV 1. Korintherne 12:4-11